# 我们一起走过
我们一起走过（英语：These days we've been through）是凤凰卫视于2014年1月5日开播的一档周播栏目，初期主持人为2007年中华小姐环球大赛季军姜楠，2017年1月起改由田桐主持，並減少外景拍攝，2017年11月起改由艾楚怡主持。节目围绕一个人物，报道该人物在中国历史发展转折中所做出的贡献，讲述他们的亲历故事、记录他们的现实工作。
2022年1月1日，配合凤凰卫视改版，《我们一起走过》正式停播。

## 播出时间
现时各频道播出时间如下：
- 凤凰卫视中文台：香港时间星期五10:40-11:25首播；星期六02:25-03:00、14:00-14:45、星期日17:00-17:45重播。
  - 與其他節目不同，本節目僅安排在鳳凰衛視中文台播出，但亦曾於歐洲台、美洲台、澳洲版播放。

- 2016年4月起，鳳凰衛視香港台於星期六23:00-00:00、星期日03:30-04:30、08:30-09:30、14:00-15:00、星期一05:00-06:00重播無主持版本的首集內容（不設粵語配音）；另外，香港台北美版不會播放此節目，以其他節目取代。
- 2017年1月起，此節目在香港台改為於星期六19:00-20:00、星期日02:30-03:30、06:00-07:00、09:30-10:30、15:05-16:00、星期一08:00-09:00重播，並改以粵語配音形式播出。

## 每期列表
- 2014-07-06：密码传奇——肖国镇
- 2014-06-29：张虹生——平凡一生
- 2014-06-22：邵佳一：我的世界杯之旅
- 2014-06-15：紫荆花开
- 2014-06-08：陈知建——铁骨峥嵘
- 2014-06-01：黄煦——往事
- 2014-05-25：肖凯与父亲肖劲光
- 2014-05-18：罗箭——回首
- 2014-05-11：徐海东之女徐文惠——我和父亲
- 2014-05-04：周恩来初见新秘书：都是同志 只是分工不同
- 2014-04-20：保铮——永不消逝的电波
- 2014-04-13：高分子物理领域学术领袖——程正迪
- 2014-04-06：臧雷——浴火重生的岁月
- 2014-03-30：王红——镜头里的老兵
- 2014-03-23：老山之战英雄史光柱
- 2014-03-16：白淑湘——舞台春秋
- 2014-03-09：许崇德——学而为宪六十载
- 2014-03-02：姜昆——艺海无涯
- 2014-02-23：董明芳——站在大桥下
- 2014-02-16：中国南极长城站首任站长郭琨
- 2014-02-09：红旗渠排险队长任羊成
- 2014-01-26：中日关系亲历者——林丽韫
- 2014-01-19：唐树备的台海情缘
- 2014-01-12：陈佐洱的1208天

## 外部連結
- 鳳凰衛視：我们一起走过官網 （页面存档备份，存于）